# Texcoco-See
Koordinaten: 19° 25′ 10″ N, 99° 8′ 0″ W
Der Texcoco-See ist ein – mittlerweile beinahe gänzlich trockengefallener – See im Süden des Tals von Mexiko. Als Endsee verfügte er über keine Abflüsse; sein Wasser war auch wegen der starken Verdunstung stark salzhaltig. Ursprünglich nahm er einen großen Teil des Anahuac-Tals ein und bildete zusammen mit dem Xaltocan-See, dem Zumpango-See, dem Chalco-See und dem Xochimilco-See ein größeres Seensystem. Das Seensystem lag 2270 bis 2750 Meter über dem Meeresspiegel.

## Ur- und Frühgeschichte
Im Pleistozän erstreckte sich dieses Seensystem über eine weitaus größere Fläche. Es gab mehrere Paläoseen, die von Zeit zu Zeit miteinander in Verbindung standen. Im Norden der modernen Siedlung Tocuila gibt es ein großes Paläofeld, in dem sich zahlreiche Hinweise auf eine reichhaltige pleistozäne Fauna finden.
Eine landwirtschaftliche Nutzung des Seeufers ist erstmals für die Zeit um ca. 7000 v. Chr. belegt (Lorenzo, 1981; Niederberger, 1979). Offensichtlich folgten die Menschen in ihrem Siedlungsmuster den sich periodisch ereignenden Überschwemmungen.
Um den gesamten See herum kam es zur Ausbildung mehrerer präkolumbischer Kulturen. Am nordöstlichen Ufer befanden sich zwischen 1700 und 1100 v. Chr. mehrere Dörfer, die durch charakteristische Keramikskulpturen („Smiling faces“) gekennzeichnet sind. Am südlichen Ufer lag auch das um 1200 v. Chr. gegründete Cuicuilco.

## Formative Phase
Aufgrund der starken vulkanischen Aktivität dieser Region verlagerte sich, wohl nachdem ein Ausbruch des Vulkans Xitle Cuicuilco zerstört hatte, die Besiedelung ans Nordufer des Sees. Hier wurde auch die große Stadt Teotihuacán gegründet.
Nach dem Niedergang von Teotihuacán kam es – vornehmlich unter dem Einfluss der Tolteken und Chichimeken – um den See herum erneut zur Gründung mehrerer Stadtstaaten (u. a. Xoloc, Azcapotzalco, Tlacopan, Coyohuacan, Culhuacán, Chimalpa und Chimalhuacán). Keinem dieser Staatengebilde gelang es jedoch, die Oberherrschaft über die jeweils anderen zu gewinnen, daher lebten die Menschen mehr oder weniger friedlich miteinander. Diese Zeit wird in den Chroniken der Azteken auch als "Goldenes Zeitalter" beschrieben.
Um 1300 begannen die Tepaneken von ihrer Hauptstadt Azcapotzalco aus, ihren Herrschaftsbereich auszudehnen.

## Herrschaft der Azteken

Texcoco-See vor der spanischen Eroberung

Im Jahre 1325 schließlich wurde auf einer kleinen Insel im westlichen Teil des Sees die Stadt Tenochtitlan gegründet. Mit Hilfe der sogenannten Chinampas schufen die Azteken große künstliche Inseln. Um die Trinkwasserversorgung zu gewährleisten, legten sie ein Dammsystem an, welches das Salzwasser des Sees vom Regenwasser der Zuflüsse abtrennte und gleichzeitig Regulierung des Wasserstandes des Sees gestattete. Auch im Zentrum von Tenochtitlán selbst gab es ein Kanalsystem.

## Die Entwässerungsproblematik in der Kolonialzeit
Im Zuge der spanischen Eroberung Mexikos und der Belagerung von Tenochtitlán durch Hernán Cortés im Jahre 1521 wurden die Dämme aus kriegstaktischen Gründen zerstört. Die Häuser der Stadt wurden niedergerissen, um den Azteken die Deckung zu nehmen. Der Schutt wurde nach den Kämpfen einfach in die Kanäle geschüttet.
Bereits 1540 kam es jedoch infolge starker Regenfälle immer wieder zu Überschwemmungen, so dass die Konquistadoren selbst Anstrengungen unternahmen, das Dammsystem wieder instand zu setzen. Erschwert wurden diese Bemühungen jedoch durch die Tatsache, dass der Waldbestand infolge des durch die Spanier forcierten Baus der so kriegswichtigen Schiffe sowie infolge der Überweidung durch die von den Spaniern eingeführten Lasttiere stark reduziert war, was wiederum die Bodenerosion begünstigte und das Problem der Überschwemmungen verstärkte.

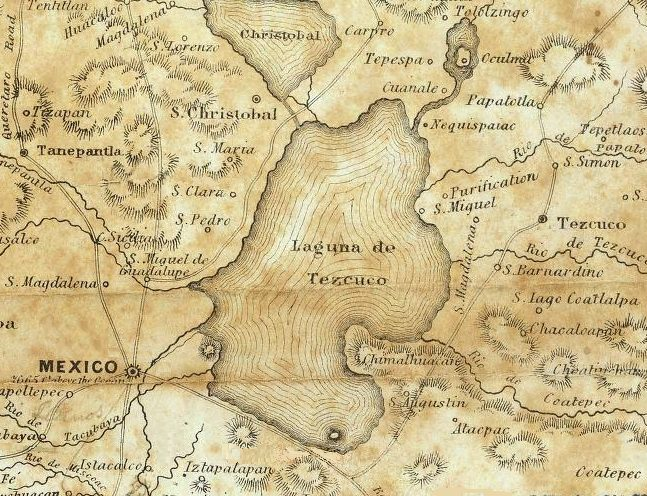
Texcoco-See, Karte von Bruff/Disturnell aus dem Jahr 1847

Für die auf den Ruinen von Tenochtitlán errichtete Stadt Mexiko blieben Überschwemmungen während der gesamten Kolonialzeit ein gravierendes Problem. Die große Überschwemmung von 1629 bis 1633 etwa, bei der Teile von Mexiko-Stadt bis zu fünf Jahre lang unter Wasser standen, kostete mehrere zehntausend Menschen das Leben, etliche tausend verließen die Stadt. Zu dieser Zeit wurden von Seiten der spanischen Behörden sogar Überlegungen angestellt, Mexiko-Stadt an anderer Stelle gänzlich neu aufzubauen.
Bereits ab dem 16. Jahrhundert gab es Pläne für groß angelegte Entwässerungsprojekte. Nach anfänglichem Scheitern waren diese gegen Ende des 18. Jahrhunderts dann allerdings so erfolgreich, dass der Texcoco-See um 1800 in fünf kleine Becken zerfallen war und Mexiko-Stadt sich außerhalb des Sees befand. Bereits 1807 sah sich Alexander von Humboldt veranlasst, auf die Entwaldung der Region und die Erosion der Böden als drohende Gefahren einer rigorosen Entwässerung hinzuweisen.

## Die Konsequenzen der Trockenlegung
Im 19. und 20. Jahrhundert wurde im Zuge der Industrialisierung die Trockenlegung des Sees weiter forciert, auch, um mehr Siedlungsfläche für die sich rasant ausdehnende moderne Metropole zu gewinnen.
Durch die zunehmende Bevölkerungsdichte verschärfte sich das Problem der Be- und Entwässerung allerdings noch weiter. So musste aufgrund des Trinkwassermangels bereits frühzeitig Grundwasser aus Tiefbrunnen nach oben gepumpt werden, was wiederum zur beträchtlichen Absenkung (teilweise bis zu acht Meter) beiträgt. Dadurch wird die Stabilität der Bauwerke (einschließlich der Be- und Entwässerungskanäle) in der ohnehin stark erdbebengefährdeten Region noch weiter beeinträchtigt.
Auch ist es durch die Absenkungen schwierig, archäologisch Überreste des aztekischen Tenochtitlan zu untersuchen, da diese zum Teil zu tief liegen oder eine Grabung ihre Zerstörung riskieren würde.
Zudem hat die Trockenlegung des Texcoco-Sees gravierende ökologische Konsequenzen. Teile des Anahuac-Tals verwandelten sich praktisch in Wüsten – eine Ursache für die häufigen Staubstürme (Tolvaneras), von denen diese Region immer wieder heimgesucht wird. Einige endemische Arten, die sich um den See herum angesiedelt bzw. entwickelt hatten, sind entweder ausgestorben oder vom Aussterben bedroht (vergleiche beispielsweise Axolotl).
Im Jahre 1971 wurde das Umweltprojekt „Projekt Texcoco“ ins Leben gerufen. Im Rahmen dieses Projektes werden auf dem einstigen Seegrund künstliche Lagunen angelegt und mit aufbereitetem Wasser versorgt, um wenigstens Reste der Fauna und Flora des Sees zu erhalten.
Der größte Teil der ursprünglichen Fläche des Sees wird heute von Mexiko-Stadt eingenommen. Lediglich ein kleines Gebiet des ursprünglichen Sees ist noch erhalten und befindet sich etwa vier Kilometer östlich von Mexiko-Stadt. Auch der Xochimilco-See, der Chalco-See und der Zumpango-See existieren nur noch in Überresten.